# Lytta arizonica
Lytta arizonica är en skalbaggsart som beskrevs av Nils Sten Edvard Selander 1957. Lytta arizonica ingår i släktet Lytta och familjen oljebaggar. Inga underarter finns listade i Catalogue of Life.